# 유진영 (법조인)
유진영(兪鎭靈, 일본식 이름: 兪村鎭靈, 1909년 9월 28일 ~ 1998년 9월 29일)은 일제강점기부터 활동한 대한민국의 법조인이며 정치인이다.
충청남도 부여 출신으로 일제 강점기에 조선변호사시험과 고등문관시험에 합격하여 조선총독부 판사를 지냈다. 대한민국에서는 변호사로 활동하며 제5대 국회의원을 역임했다.

## 학력
- 충청남도 공주고등보통학교 졸업
- 경성법학전문학교 졸업
- 대한민국 국방대학교 행정학사 1기(1956년)

## 약력
- 조선변호사시험 합격
- 고등문관시험 사법과 합격
- 부산지방법원 판사
- 대전·대구고등법원 부장판사
- 대전변호사회 회장
- 민주당 충남도당 최고위원

## 사후
- 2008년 민족문제연구소의 친일인명사전 수록예정자 명단 중 법조인 부문 선정

## 역대 선거 결과
|  | 30.93% |

|  | 48.58% |

## 참고 자료
- 유진영 - 대한민국헌정회
- “[부음] 유진영 제5대 국회민의원 별세”. 한국경제. 1998년 10월 1일. 2016년 3월 10일에 원본 문서에서 보존된 문서. 2008년 3월 20일에 확인함. |제목=에 지움 문자가 있음(위치 1) (도움말)